# La Ficelle
La Ficelle est une nouvelle de Guy de Maupassant, parue le 25 novembre 1883 dans Le Gaulois.

## Historique
La Ficelle est initialement publiée dans le quotidien Le Gaulois du 25 novembre 1883, puis dans le recueil Miss Harriet.
La nouvelle est dédiée à Harry Alis.

## Résumé

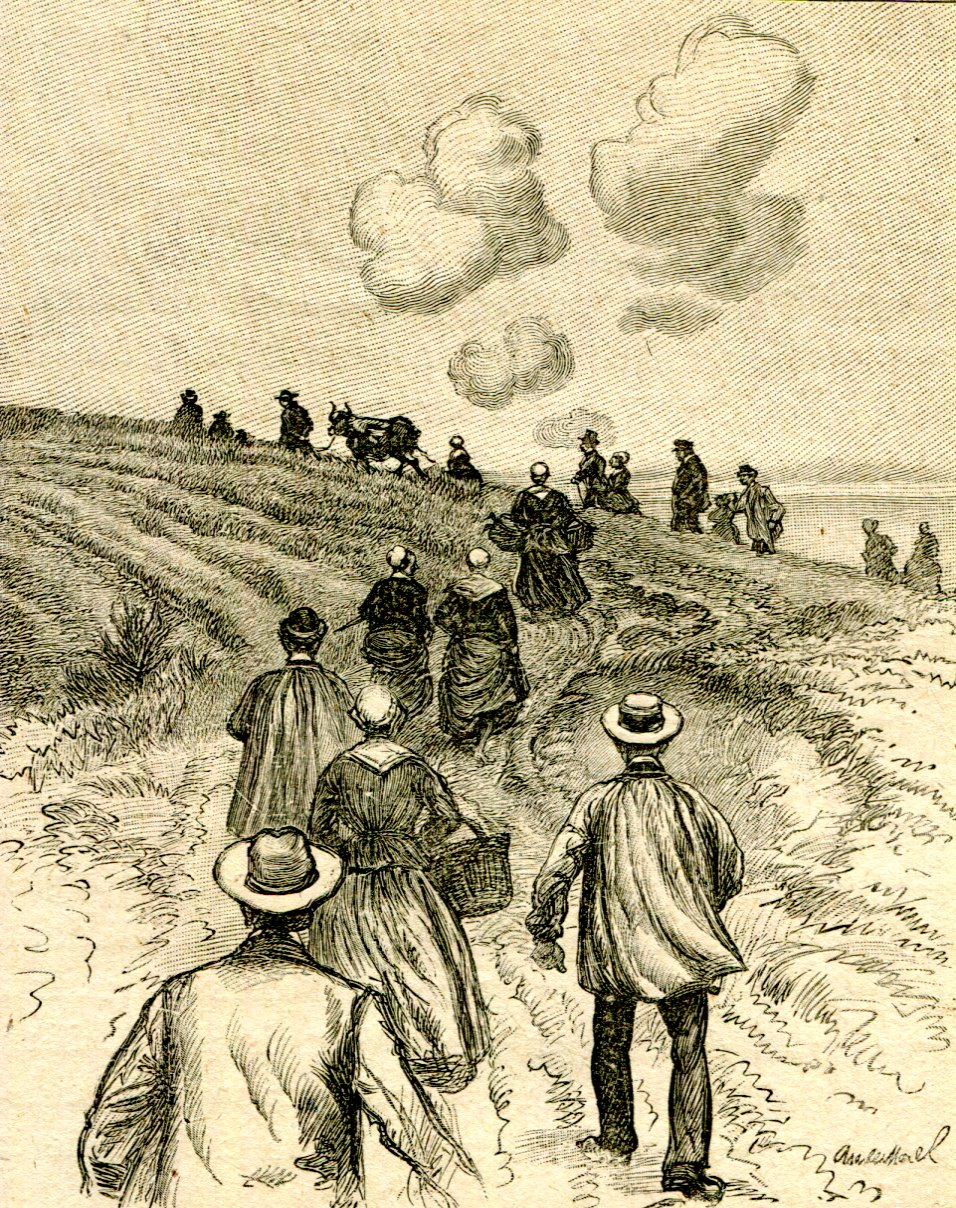
« Sur toutes les routes autour de Goderville, les paysans et leurs femmes s'en venaient vers le bourg... »

Un jour de marché dans le bourg normand de Goderville, un paysan, maître Hauchecorne, économe en vrai normand, et pensant que "tout est bon à ramasser qui peut servir", ramasse un petit morceau de ficelle sous les yeux de maitre  Malandain avec lequel il est en conflit. Plus tard, un crieur public fait savoir que quelqu’un a perdu un portefeuille. Hauchecorne est accusé d’avoir trouvé et conservé le portefeuille. Il a été dénoncé par Malandain, qui affirme l'avoir vu le ramasser sur la place du marché. Convoqué chez le maire, on ne retient rien contre lui mais on n’a pas pu prouver son innocence. Tous les gens qu’il rencontre sont persuadés qu’il a conservé le portefeuille. Plus tard, un valet de ferme restitue le portefeuille qu’il a trouvé sur la route et Hauchecorne croit qu’il va être enfin innocenté. Mais les autres croient que c’est lui qui, après avoir trouvé le portefeuille, l’a fait rapporter par son complice le valet. Hauchecorne devient obsédé par l'histoire de la ficelle. Plus il raconte sa mésaventure, moins on le croit. Se rongeant les sangs et s'épuisant en efforts inutiles, il dépérit à vue d'oeil, tombe malade et meurt. Ses derniers mots sont encore pour clamer son innocence : « Une ’tite ficelle… une ’tite ficelle… t’nez, la voilà, m’sieu le maire ».

## Éditions
- La Ficelle, Guy Maupassant, contes et nouvelles, texte établi et annoté par Louis Forestier, Bibliothèque de la Pléiade, éditions Gallimard, 1974  (ISBN 978-2-07-010805-3).